# Amir Azmy
Amir Azmy (* 14. Februar 1983 in Kairo) ist ein ehemaliger ägyptischer Fußballer. Der Abwehrspieler war ägyptischer Nationalspieler.
Er begann seine Karriere bei Zamalek, mit dem er 2003 und 2004 Ägyptischer Meister wurde. 2004 wechselte er nach Griechenland zu PAOK Thessaloniki. Mit dem Klub wurde er 2005 Sechster, wodurch die Teilnahme am UEFA-Pokal 2005/06 gesichert wurde. Dort erreichte PAOK die Gruppenphase, wo man dann u. a. gegen den VfB Stuttgart und Schachtjor Donezk ausschied. Danach ging er nach Saudi-Arabien zu al-Shabab, wechselte aber Anfang 2008 zu Anorthosis Famagusta, mit denen er Zypriotischer Meister wurde. Schon im Sommer verließ er Famagusta und hatte danach mit Hacettepespor (Türkei), AEK Larnaka (Zypern), Zamalek (Ägypten), Diyarbakırspor (Türkei), Haras El-Hodood (Ägypten), al-Taawon (Saudi-Arabien) eine ganze Reihe von Vereinen, bei denen er zum Teil nur wenige Monate aktiv war. Von 2011 bis 2013 stand er beim ägyptischen Erstligisten Misr El-Makasa unter Vertrag. Danach war er bei Sugdidi in Georgien. Anfang 2014 wechselte er wieder nach Ägypten zu Ittihad El-Shorta und im September 2014 ging er in den Irak zu al-Talaba SC. Mitte 2015 schloss er sich dem zyprischen Erstligisten EN Paralimni an, löste seinen Vertrag nach wenigen Monaten jedoch wieder auf. Er war ein halbes Jahr ohne Klub, ehe er Anfang 2017 beim griechischen Zweitligisten AEL Kallonis anheuerte. Dort beendete er Mitte 2017 seine Karriere.
Amir Azmy nahm an der Junioren-Fußballweltmeisterschaft 2003 teil. Dort wurde er bei einer Dopingkontrolle positiv auf Nandrolon getestet und für 14 Monate gesperrt. 2005/06 wurde er fünfmal in die ägyptische Nationalmannschaft berufen.
Im April 2018 wurde Amir Azmy Assistenztrainer von Christian Gross bei seinem früheren Klub Zamalek. Nach einem Jahr verließ er den Klub wieder.